# 新潟県道199号横畑高田線
新潟県道199号横畑高田線（にいがたけんどう199ごう よこばたけたかだせん）は、新潟県上越市を通る一般県道。

## 概要
上越市高田本町から中ノ俣の山間部を経て桑取地区に至る一般県道。起点付近には温泉保養施設（くわどり湯ったりむら）がある。
終点から浄連寺脇の交差点までは、大貫交差点方面に向かって一方通行になっている。
中之俣 - 西谷内間は冬季閉鎖。同区間は幅員が狭く、待避所のある場所以外はすれ違いができない。
- 起点：新潟県上越市大字横畑
- 終点：新潟県上越市本町4丁目（＝旧・大和デパート脇）

## 地理

### 通過する自治体
- 新潟県
  - 上越市

### 交差する道路
- 上越市
  - 新潟県道269号土口谷浜停車場線（皆口）
  - 新潟県道523号中ノ俣下綱子線（中ノ俣）
  - 新潟県道63号上越新井線（大貫交差点）
  - 新潟県道198号青柳高田線（本町4丁目）